# Apeadero de Cruzeiro
El Apeadero de Cruzeiro es una plataforma desactivada de la Línea del Corgo, situada en el ayuntamiento de Peso da Régua, en Portugal.

## Historia
Este apeadero se encuentra en el tramo entre las estaciones de Régua y Vila Real de la Línea del Corgo, que fue inaugurado el 12 de mayo de 1906. Este tramo fue cerrado para obras el 25 de marzo de 2009, siendo totalmente desactivado por la Red Ferroviaria Nacional en julio de 2010.